# James Paget
Sir James Paget, britanski kirurg in patolog; * 11. januar 1814, Great Yarmouth, Anglija , † 30. december 1899, London.
Po Jamesu Pagetu se imenujejo tri bolezni, ki jih je sam prvi opisal:
- Pagetova bolezen kosti,
- Pagetova bolezen dojke,
- Pagetova bolezen vulve.

Paget velja skupaj z Rudolfom Virchowom za začetnika sodobne patologije. Njegovi najslavnejši deli sta Lectures on Tumours (Predavanja o tumorjih) (1851) in Lectures on Surgical Pathology (Predavanja o kirurški patologiji) (1853). 
Rodil se je v družini z 18 otroki, od katerih je odraslost dočakalo le osem. Po končani šoli Charterhouse School je nameraval oditi v mornarico, a se je odločil za petletno izobraževanje pri kirurgu Charlesu Costertonu. Leta 1834 je odšel v londonsko bolnišnico St. Bartholomew's Hospital.
Leta 1834 je odkril zajedavca Trichinella spiralis (lasnica) kot povzročitelja trihineloze. Leta 1837 je v bolnišnici prejel službo ter začel pisati prve svoje znanstvene članke. Ker se je pri delu s trupli okužil s tifusom, je skorajda umrl. Leta 1844 se je poročil. Leta 1858 je postal kirurg valežanskega princa ter bil leta 1875 imenovan za predsednika Kraljevega kirurškega kolegija. 
Umrl je leta 1899 v Londonu. Pogrebno slovesnost je vodil njegov sin, ki je bil oxfordski škof.